# Práticas antiopressivas
As práticas antiopressivas são uma abordagem interdisciplinar enraizada principalmente na prática do serviço social  que se concentra em acabar com a opressão socioeconómica. Exige que o profissional analise criticamente o desequilíbrio de poder inerente a uma estrutura organizacional no que diz respeito ao contexto sociocultural e político maior, a fim de desenvolver estratégias para criar um ambiente igualitário livre de opressão, racismo e outras formas de discriminação na sociedade em geral, envolvendo-se a nível jurídico e político. Na prática comunitária geral, trata-se de responder à opressão exercida por grupos e indivíduos dominantes. No serviço social, regula eventuais práticas opressivas e ajuda a prestar serviços sociais de uma forma inclusiva. 

## Introdução
A prática antiopressiva procura diminuir a exclusão de certos grupos sociais da igualdade social, dos direitos e da justiça social. O serviço social é geralmente conhecido por ser uma profissão "solidária", mas, por vezes, certas ações que funcionam para certa pessoa, não funciona para outro e isso não reflete a ausência de sensibilidade. Quanto a isso, pode haver uma questão de "cuidados versus controle", porque onde há cuidados há responsabilidade e, portanto, controlo e poder que podem levar a exclusões (Humphries, 2004, p105). Causar discriminação a outra pessoa, de forma consciente e deliberada, constitui uma prática opressiva; o comportamento também é tão importante como a intenção. O ônus do assistente social é mostrar que exerceu a devida diligência de acordo com as práticas geralmente aceites e que se comporta de uma forma geralmente aceite pela sociedade, o que constitui uma "humanidade" neutra/ordinária. 
Um desequilíbrio nos cuidados e no controle dos serviços pode conduzir à opressão. Lena Dominelli (2002) define a Opressão como "relações que dividem as pessoas em grupos dominantes ou superiores e grupos subordinados ou inferiores. Estas relações de dominação consistem na desvalorização sistemática dos atributos e contributos dos que são considerados inferiores e na sua exclusão dos recursos sociais disponíveis para os que pertencem ao grupo dominante" (por exemplo, xenofobia).  A exclusão que resulta da opressão, ou vice-versa, pode afetar grandemente um indivíduo ou um sistema. Muitas vezes, isto resulta de um processo de avaliação, em que o indivíduo acaba por se medir a si próprio numa hierarquia em relação ao outro, com base nos valores pessoais que possui. A disposição para tal resulta no facto de a identidade ou caraterística de um ser considerada superior à do outro, criando assim uma dinâmica "nós-eles" (processo de alterização) que resulta em divisão e que cria o risco de opressão. 

## O modelo antiopressivo
No serviço social, o modelo antiopressivo tem como objetivo funcionar e promover relações sociais iguais e não opressivas entre várias identidades. Dominelli (2002) define-o como "ao desafiar as verdades estabelecidas sobre a identidade, a prática antiopressiva procura subverter a estabilidade das representações biológicas universalizadas da divisão social para validar a diversidade e reforçar a solidariedade baseada na celebração da diferença entre os povos" (p. 39). Continua dedicada aos princípios da justiça social, que também é defendida pelos valores da Associação Britânica de Assistentes Sociais (BASW), reconhecendo a diversidade dentro da opressão e considerando a intersecção e as hierarquias dos "ismos" que constroem as pessoas como vítimas ou algozes. O modelo antiopressivo analisa e advoga contra os níveis macro e micro da opressão e dá ênfase à justiça social e à mudança social segundo linhas mais capacitadoras e emancipatórias. 
O papel complexo e desigual do “poder” e dos “ismos” é considerado uma imensa complicação na prática antiopressiva. Aqueles que se beneficiam, como na maioria dos relacionamentos, são aqueles que têm mais poder.  Thompson argumenta que existem essencialmente três conjuntos de barreiras na prática antiopressiva. São eles pessoais (P), culturais (C) e estruturais (S). P refere-se a fatores pessoais e de preconceito. C refere-se à cultura, pontos em comum, consenso e conformidade. S refere-se a aspectos estruturais como força sociopolítica ou outras dimensões sociais. Thompson refere-se a P sendo incorporado em C e C em S, interagindo entre si em um contínuo.   Prática Antiopressiva busca identificar estratégias para construir o poder de uma forma que aborde as desigualdades sistêmicas que operam simultaneamente no nível individual, de grupo e institucional para se opor à produção e reprodução da opressão. 
Opressão pessoal/individual: A opressão pessoal/individual inclui os valores, crenças e sentimentos dos indivíduos que afectam as relações interpessoais. De acordo com Dominelli (2002, p. 6), a anti-opressão é "uma metodologia centrada tanto no processo como no resultado, e uma forma de estruturar as relações entre os indivíduos que visa capacitar os utilizadores, reduzindo os efeitos negativos da hierarquia na sua interação imediata e no trabalho que realizam em conjunto". 
Opressão cultural: A língua contribui para a opressão em geral; a língua, com a sua função de marcação, constrói a estrutura social e interage na criação de valores culturais. Os registos governamentais classificam as pessoas que não são brancas nem do sexo masculino como étnicas, presumindo que as pessoas brancas não têm uma etnia, mas que são a norma, e as pessoas brancas são frequentemente "desratizadas" nos discursos. 
Opressão Estrutural/Institucional:
Em 2004, Humphries afirmou que o fato de não se analisar criticamente a legislação e a política social conduziu à "incapacidade de identificar o racismo subjacente aos sistemas de imigração", um exemplo de opressão estrutural. 
Nas práticas comunitárias, a prática antiopressiva serve para resolver problemas que surgem devido ao desequilíbrio estrutural; Herbert Marcuse definiu o Estado como: “A lei e a ordem são sempre e em toda parte a lei e a ordem que protegem a hierarquia estabelecida; é inútil invocar a autoridade absoluta desta lei e desta ordem contra aqueles que sofrem com ela e lutam contra ela. " 
Os profissionais estão conscientes do (des)equilíbrio de poder entre os usuários e os prestadores de serviços que se reflecte na prática, embora o objetivo seja sempre utilizar legitimamente estas divergências para capacitar os outros e reduzir a experiência de impotência e a consequente impotência aprendida ou a "cultura do silêncio".  Lois McNay, em 1992, comentou este (des)equilíbrio de poder como "As opressões sempre determinaram a forma como as nossas vidas são vividas, são fundamentais para a base de lucro da economia. As três grandes são o gênero, a raça e a classe". McNay cita como exemplo a divisão exploradora do trabalho.
As soluções de Serviço Social para os problemas dos grupos oprimidos por modelo devem incluir políticas que abordem todos os elementos da opressão. No entanto, os assistentes sociais também têm de estar conscientes de que estes esforços podem não ser necessariamente apoiados pelos participantes no processo de justiça social. 

## Natureza
Através da prática antiopressiva, a prática do serviço social se baseia em uma forma de prática mais emancipatória que identifica os indivíduos e as suas famílias nos seus contextos sociais e os ajuda com padrões estruturais da sociedade que perpetuam as desigualdades através da promoção de escolhas. 
Quando discutem assuntos com os usuários do serviço, os profissionais podem utilizar linguagem técnica, abreviaturas e termos jurídicos pode criar barreiras desnecessárias, reforçando as diferenças de poder entre o utilizador do serviço e o profissional.  Falar de forma simples e clara é considerado uma boa prática, em que o usuário pode não só compreender, mas também participar nas escolhas e decisões sobre o seu envolvimento com os serviços sociais. Mais especificamente, a prática anti-opressão lida com a experiência negativa das pessoas com base na sua raça, identidade de gènero, identidade sexual, capacidade física e mental, escolha de religião, origem de classe (se cresceram pobres, pobres trabalhadores, trabalhadores, classe média ou alta), aparência física (gorda ou magra), etc. É também uma forma de desafiar a forma como as pessoas são tratadas com base nestas identidades. Por exemplo, quando uma mulher é tratada de forma sexista ou uma pessoa de cor é vítima de racismo. A prática antiopressiva consiste em trabalhar com o utilizador do serviço para o incluir na facilitação de um serviço dirigido e controlado pelo utilizador. As relações profissionais saudáveis ajudarão a reforçar a confiança do utilizador do serviço, permitindo-lhe desenvolver as suas próprias ideias sobre o seu nível de envolvimento.
A prática antiopressiva faz parte do esquema de desenvolvimento profissional do serviço social. Buscam desenvolver uma compreensão contra-hegemônica das diferenças interculturais e pessoais.  Os profissionais de serviço social que defendem essa abordagem, promovem um maior respeito pela “dignidade e valor inerentes a todas as pessoas” e pela “justiça social” (NASW, 1996). O reconhecimento dos valores dessas práticas, juntamente com a “importância das relações humanas”, continua a ser parte integrante da construção de relacionamentos fortalecedores entre cliente e profissional (NASW, 1996).

## Conclusão
A prática antiopressiva é uma forma atual do serviço social progressista que ajuda a identificar questões psicossociais através de uma perspectiva interseccional e a agir sobre tais questões. Faz a ligação entre a prática e o ativismo e conduz a sociedade a um perspectiva transformadora das relações humanas. Sua tendência reformadora fez com que gestores públicos e privados ficassem mais atentos à utilização eficaz e harmoniosa de recursos. A prática antiopressiva não compromete a Prática Anti-Discriminatória (PAD) estabelecida e tradicional dos anos 70, que se centra na discriminação, como a perspetiva antirracista, as perspectivas de gênero e outras, ao passo que a prática antiopressiva trata dos processos de opressão e exclusão. 